# Epistocavea
Epistocavea is een geslacht van kreeftachtigen uit de klasse van de Malacostraca (hogere kreeftachtigen).

## Soort
- Epistocavea mururoa Davie, 1993